# El Mercadal del Cint
el Mercadal és un mas prop de del Cint al terme municipal de l'Espunyola (Berguedà) inclòs a l'Inventari del Patrimoni Arquitectònic de Catalunya.

El Mercadal del Cint és una de les masies més antigues del municipi de l'Espunyola. Possiblement fou una antiga fortificació. La part més antiga de la casa, potser del segle xiii o XIV, conserva una presó de tipus medieval.

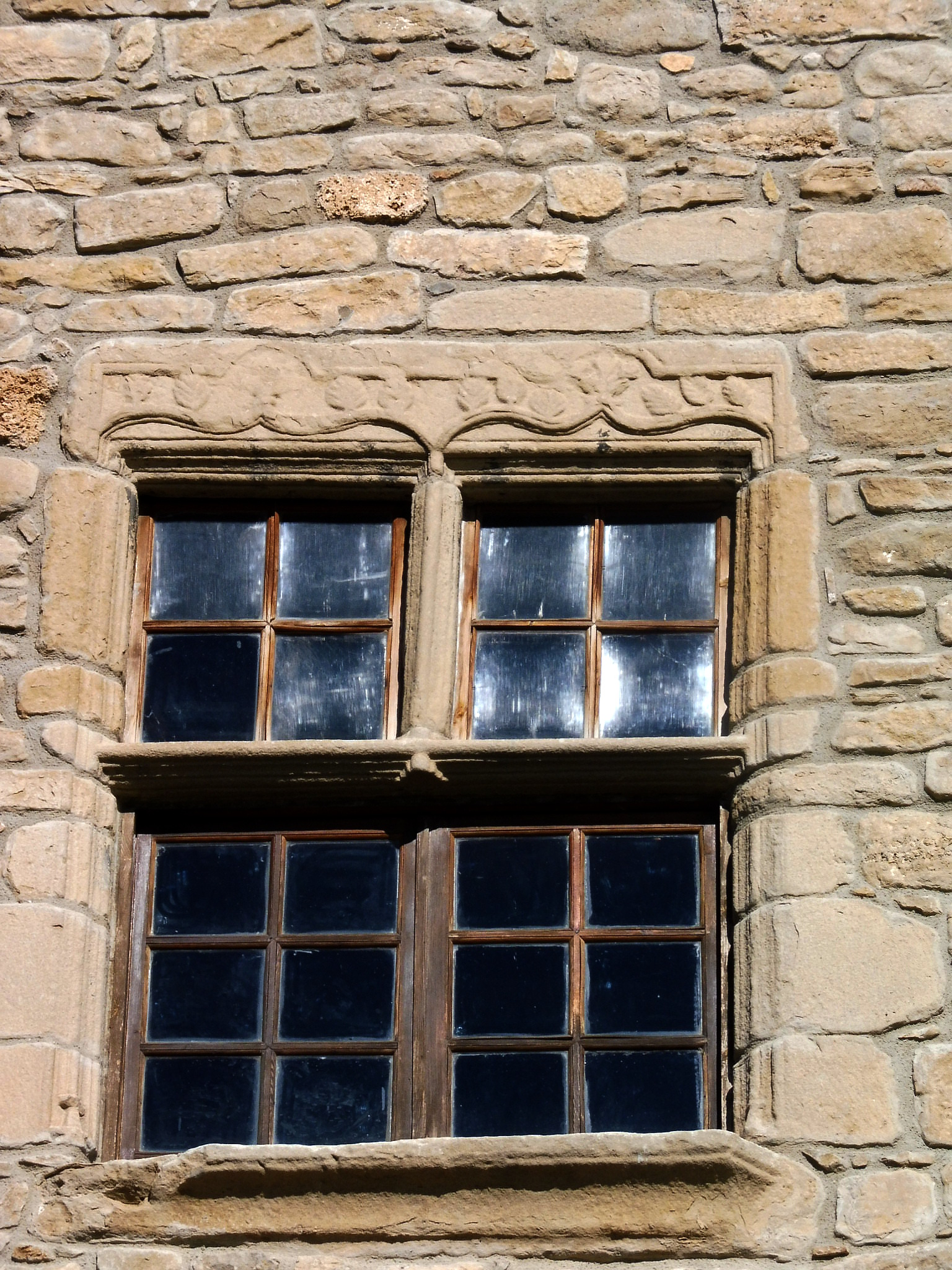
Una finestra

 El cos principal és del segle xviii. A l'edifici, a més, trobem diverses llindes amb dates de la segona meitat del segle xviii. És una masia de planta rectangular amb la façana principal orientada a ponent i coberta a dues aigües amb teula àrab i el carener perpendicular a la façana principal. Està estructurada en planta baixa i tres pisos superiors. La porta d'entrada és un arc de mig punt fet amb grans dovelles, lleugerament descentrada. Totes les finestres són de reduïdes dimensions, atorgant-li un caràcter molt auster i primitiu.